# Флаг Одинцова
Флаг муниципального образования городское поселение Одинцо́во Одинцовского муниципального района Московской области Российской Федерации — опознавательно-правовой знак, служащий официальным символом муниципального образования.
Ныне действующий флаг утверждён 25 ноября 2009 года решением Совета депутатов городского поселения Одинцово № 6/3 «О флаге муниципального образования городское поселение Одинцово».
29 ноября 2010 года, решением Совета депутатов городского поселения Одинцово № 2/14, предыдущее решение было признано утратившим силу и было утверждено новое «Положение» о флаге городского поселения Одинцово, после чего, 17 декабря 2010 года, флаг был внесён в Государственный геральдический регистр Российской Федерации с присвоением регистрационного номера 6555.

## История
25 апреля 1997 года, решением Совета депутатов Одинцовского района № 6/3, был утверждён флаг города Одинцово, который, ввиду единства органов местного самоуправления города Одинцово и Одинцовского района, являлся символом городского и районного статуса. Описание флага гласило:

Флаг города Одинцово представляет собой прямоугольное двустороннее полотнище с отношением ширины к длине 2:3, с двухцветным изображением поля флага — голубого и зелёного как 3:1 и расположенного по центру флага лежащего оленя (изображение в соответствии с гербом города Одинцово).

После муниципальной реформы 2006 года город и район образовали отдельные муниципальные образования и флаг был оставлен за администрацией района. 25 ноября 2009 года, решением Совета депутатов городского поселения Одинцово № 6/3, был утверждён флаг городского поселения Одинцово. Описание флага гласило:

Прямоугольное голубое полотнище с белой каймой в 1/10 полотнища, и зелёной полосой вдоль нижнего края каймы в 1/6 ширины полотнища; посередине флага изображён белый лежащий и обернувшийся олень с золотыми рогами и копытами с жёлтым венком на шее.

29 ноября 2010 года, решением Совета депутатов городского поселения Одинцово № 2/14, предыдущее решение было признано утратившим силу и, среди прочего, было утверждено новое (ныне действующее) описание флага городского поселения Одинцово.

## Описание
«Прямоугольное голубое полотнище с отношением ширины к длине 2:3 с белой каймой в 1/10 полотнища и зелёной полосой вдоль нижнего края каймы в 1/6 ширины полотнища; посередине флага изображён белый лежащий и обернувшийся олень с жёлтыми рогами и копытами с венком на шее того же цвета».

## Обоснование символики
В основу флага городского поселения Одинцово положен флаг Одинцовского муниципального района, что символизирует единство, общность интересов и нераздельность истории двух муниципальных образований.
На флаге, языком символов и аллегорий, гармонично отражена история города и района как одного из прекрасных мест отдыха в Подмосковье. Становление и развитие города Одинцово неразрывно связано с его красивыми окрестностями, издавна славящимися как одно из любимых мест отдыха Подмосковья. Отдых и здравоохранение и сегодня являются одним из ведущих направлений деятельности городского поселения Одинцово.
Лежащий белый олень с жёлтым венком (символом почёта и уважения) на шее, оглядывающийся на пройденный путь, символизирует покой и отдых.
Зелёная земля и жёлтый венок из цветов показывают природное богатство Одинцовской земли. Зелёный цвет также символ здоровья.
Композиция флага, дополненная каймой, показывает Одинцово как неотъемлемую составляющую Одинцовского муниципального района, являющуюся его центром.
Голубой цвет полотнища — символ красоты, безупречности, возвышенных устремлений, добродетели, символ чистого неба.
Белый цвет (серебро) символизирует чистоту, мудрость, благородство, совершенство, мир.
Жёлтый цвет (золото) — символ богатства, стабильности, уважения, интеллекта.